# قواع أوروبي
القُوَاع الأوروبيّ أو القُوَاع البنيّ (Lepus europaeus) هو نوع من القواعات التي يعود أصلها إلى أوروبا وغرب آسيا، يتميز هذا القواع بتنافس ذكوره في مبارزات اثناء الربيع للفوز بالإناث، ويتغذى هذا القواع على الأعشاب والمحاصيل ويعتبر أحد فرائس الطيور الجارحة الثعالب وغيرها الكثير من المفترسات، يمتلك هذا القواع سرعة عالية تمكنه من الهرب من مفترسيه، يستطيع هذا القواع العيش بمعدل 12 سنة. وهو حيوان ليلي في المقام الأول ويقضي ثلث وقته في البحث عن المؤن. على الرغم أن هذا النوع ليس من الحيوانات المهددة بالانقراض إلا أن أعداده تناقصت في أوروبا بسبب إستصلاح مواطنه من أجل للزراعة، كان أيضاً يكثر صيد هذا القواع لأجل إستخدامه لتدريب الكلاب ولأجل إستخدامه في أنشطة الرياضية إلا أن ذلك بات غير قانوني. يشار لهذا القواع بأنه رمز الخصوبة في عدة ثقافات وذلك بسبب ظهوره النشط في فصل الربيع. على الرغم أن أصول هذا القواع تعود لأواسط أوروبا وآسيا إلا أنه تمكن من الانتشار في سيبيريا وعن طريق غزو الرومان لبريطانيا انتشر هناك في القرن الأول الميلادي وإنتقل أيضاً عن طريق المستعمرين إلى أراضي العالم الجديد أيضاً في أمريكا وأوقيانوسيا.

## التوزيع
القواع الأوروبي متوطن في قارة أوروبا وجزء من آسيا. يمتد نطاقه من شمال إسبانيا إلى جنوب الدول الاسكندنافية وأوروبا الشرقية والأجزاء الشمالية من غرب ووسط آسيا، وتوسع نطاقه إلى سيبيريا. ويحتمل أنه أُدخل إلى بريطانيا العظمى عن طريق الرومان منذ حوالي 2000 عام. لا يوجد في أيرلندا، حيث يعتبر القواع الجبلي هو النوع الوحيد من الأرانب البرية هناك. أُدخل إلى بعض مناطق أمريكا الشمالية كما في أونتاريو ونيويورك، وإلى البرازيل والأرجنتين وأوروغواي وباراغواي وبوليفيا وتشيلي وبيرو وجزر فوكلاند، وأستراليا ومناطق أخرى.  